# Kollektivhaftung
Kollektivhaftung ist die rechtliche Verantwortung einer Gruppe für Handlungen eines oder mehrerer ihrer Mitglieder. Im Falle von Familien spricht man von Sippenhaftung. Sie widerspricht der aufgeklärten Grundhaltung europäischer Kulturtradition, wonach jeder für seine Taten eine individuelle Verantwortung trägt. Seit der Antike bekannte Fälle von Kollektivhaft sind Geiselnahmen hochgestellter Personen als Faustpfand, um die Einhaltung von Verträgen zwischen den Völkern zu garantieren.
Der Ausdruck Kollektivhaftung spielt in der Rechtswissenschaft keine nennenswerte Rolle und ist wegen seiner Unschärfe von begrenztem Nutzen. Er ist im Zivil- und Strafrecht kein verbreiteter Rechtsbegriff und gibt keinen Titel für eine rechtliche Anspruchsgrundlage ab. Meist wird der Begriff umgangssprachlich gebraucht im Sinne einer unzulässigen Bestrafung oder Benachteiligung einer Personengruppe aufgrund verallgemeinernder Schuldzuweisungen (Kollektivschuld) für das Fehlverhalten Einzelner.

## Kollektivhaftung aus ethisch-philosophischer Sicht
Die ethische Frage hinter der Kollektivhaftung ist grundsätzlich die, ob überhaupt eine Person die Verantwortung für das Handeln einer anderen Person übernehmen kann, da ein solcher Denkansatz mit dem Prinzip der Selbstverantwortung allen menschlichen Handelns und den Ideen der Willensfreiheit in Konflikt gerät. Mit der Frage, ob Kollektivhaftung vorliege, wird an einen Gegenstand des Rechts ein philosophisch-ethischer Maßstab angelegt.
Ausgangspunkt der Überprüfung ist, dass eine Person als menschliches Subjekt durch ihr willentliches Tun eine Kausalkette neu in Gang setzt, für die es direkt verantwortlich zeichnet. Ein ethisch problematisierbarer Fall von Kollektivhaftung liegt immer dann vor, wenn eine Person für einen Schaden mithaften soll, den eine andere Person durch ihr Handeln kausal verursacht hat, wobei künstlich ein Haftungskollektiv hergestellt wird.

## Kollektivhaftung aus juristischer Sicht
Da durch die Kollektivhaftung im Ergebnis die Haftung eines Menschen – sei es zivilrechtlich im Sinne einer Regresspflicht, sei es strafrechtlich in dem Sinne, dass eine Bestrafung des Kollektivangehörigen an Stelle des eigentlichen, möglicherweise entflohenen Täters – für fremde Schuld und ohne eigene Verantwortlichkeit erreicht wird, ist sie mit rechtsstaatlichen Grundsätzen nicht vereinbar.
Daraus folgt, dass eine Legaldefinition der Kollektivhaftung nicht besteht, diese vielmehr gesetzlich überhaupt nicht normiert ist. Der Begriff der Kollektivhaftung findet im juristischen Kontext daher zumeist als Vorwurf Verwendung, eine bestimmte gesetzliche Regelung stelle sich im Ergebnis als unzulässige Kollektivhaftung dar. Damit wird indes nur die Unvereinbarkeit einer entsprechenden Haftungsnorm mit rechtsstaatlichen Grundsätzen beschrieben, wenn es tatsächlich an einer Verantwortlichkeit des Betroffenen für den Haftungstatbestand fehlt. Verantwortung meint dabei eine rechtliche Zurechnungsmöglichkeit des Erfolges zu dem verantwortlichen Subjekt. Bereits begrifflich erfasst das Problem der Kollektivhaftung damit solche Fälle nicht, in denen Personenzusammenschlüsse ihrerseits Rechtssubjekte sind.
Eine Haftungsverpflichtung einer juristischen Person, etwa eines eingetragenen Vereins oder einer Kapitalgesellschaft (Aktiengesellschaft) stellt sich also solange nicht als ein Problem der Kollektivhaftung dar, wie die juristische Person mit ihrem (Gesellschafts-)Vermögen haftet, weil es hier um die individuelle Haftung der juristischen Person geht. Die Frage, ob eine Kollektivhaftung vorliegt, könnte frühestens erörtert werden, wenn den Gläubigern ein Durchgriff auf das Privatvermögen der Mitglieder der juristischen Person möglich sein sollte, was eben deswegen in aller Regel nicht der Fall ist.
Im Strafrecht stellt hingegen die Verbandsstrafe ein größeres Problem dar, da die Strafe, jedenfalls nach traditioneller Auffassung, in besonderem Maße auf die subjektive Schuld des „Täters“ bezogen ist. Eine Aktiengesellschaft kann jedoch weder einen Vorsatz fassen noch trifft sie eine „Schuld“ in dem Sinne, dass ihr vorgeworfen werden könnte, sich nicht rechtstreu verhalten zu haben. Gleichwohl ist die Strafbarkeit juristischer Personen nicht nur im anglo-amerikanischen Raum verbreitet, sondern z. B. auch in der Schweiz vor kurzem eingeführt worden.
Nicht jede Verpflichtung des Einstehens für fremdes Handeln kann einen Fall der Kollektivhaftung begründen. Beispielhaft lässt sich dies an folgenden rechtsrelevanten Sachverhalten demonstrieren:
1. Die Haftung für fremde Schuld hat mit Kollektivhaftung dann nichts zu tun, wenn eine solche Haftung durch den Schuldner infolge einer eigenen Willenserklärung begründet wird, wie etwa bei einer Bürgschaft. Theoretisch ließe sich von einem aus dem Bürgen und dem Schuldner bestehenden Haftungskollektiv sprechen, doch wäre ein solcher Begriff ohne Erkenntnisgewinn und wird auch in der Praxis nicht verwendet. Der Zurechnungszusammenhang zwischen der Hauptschuld und der akzessorischen Einstandspflicht des Bürgen ergibt sich hier unschwer aus der eigenen Übernahme der Haftung. Die Inanspruchnahme des Bürgen erfolgt somit aus dessen eigener Verantwortung.
2. Ebenso wenig lassen sich die meisten von der Rechtsordnung anerkannten Fälle einer Gefährdungshaftung als Kollektivhaftung begreifen. Der Halter eines Kraftfahrzeugs haftet zwar unter Umständen aus seiner Halterstellung heraus auch neben einem selbst deliktisch handelnden Dritten, doch wird er auch hier aus seiner eigenen Verantwortung, die in der Gefährlichkeit des Vorhaltens eines KfZ besteht, heraus in Anspruch genommen.
3. Darin, dass im Strafrecht die einzelnen Mittäter einer Tat sich ihre Handlungen wechselseitig zurechnen lassen müssen, liegt kein Fall der Kollektivhaftung, weil neben dieser Zurechnungsregel ausdrücklich festgehalten ist, dass jeder Beteiligte nur nach seiner (individuellen) Schuld bestraft wird (§ 29 Abs. 1 StGB.)
4. Am ehesten dem Bereich der Kollektivhaftung zurechnen ließe sich die „Beteiligung an einer Schlägerei“ (§ 231 StGB). Nach dem Regierungsentwurf (S. 35[1]) zum 6. Strafrechtsreformgesetz von 1998 sollte die Vorschrift u. a. wegen verfassungsrechtlichen und schuldstrafrechtlichen Einwänden des juristischen Schrifttums  ersatzlos gestrichen werden. Auf Empfehlung des Bundesrats wurde sie aber als ein durch andere Vorschriften nicht zu ersetzender Auffangtatbestand beibehalten.

## Beispiele
Im Völkerrecht steht der Begriff in Begründungszusammenhang mit einer Staatshaftung für aufgetretene Schäden völkerrechtswidrigen Handelns, insbesondere für Kriegshandlungen, die daraus abgeleitet Reparationen bedingen können. Auch dieses Beispiel ist umstritten. Selbst hier geht der Begriff scheinbar fehl, weil zunächst ein individuelles Völkerrechtssubjekt, der betroffene Staat, für ein ihm nach völkerrechtlichen Regeln auch individuell zurechenbares Verhalten haftet.
Als problematisch gilt eine kollektive Zuweisung von Schadensersatzpflichten gegen Staaten, weil sie letztlich in den Staatsbürgern natürliche Personen wirtschaftlich schädigen, die sich ihre Zugehörigkeit zu einem Staat oder Volk nicht aussuchen konnten, sondern denen sie durch Abstammung und Geburt zugeschrieben wurde. Als legitimierbar gilt nur die Haftung aufgrund des freiwilligen Eintretens in eine Verantwortungsgemeinschaft.
Der als Schadensersatzpflicht verbrämte Zugriff fremder Mächte auf Wertschöpfungen, die zum Zeitpunkt des anspruchsbegründenden Fehlverhaltens noch gar nicht existierten, sondern von unbeteiligten nachfolgenden Generationen überhaupt erst erarbeitet werden müssen, kann dagegen nicht auf Zustimmung hoffen.